# Мартин берингійський
Мартин берингійський (Larus glaucescens) — великий, білоголовий мартин, що проживає від західного узбережжя Аляски до берегів штату Вашингтон. Це близький родич Larus occidentalis і часто схрещується з ним, у результаті чого ідентифікація проблематична. Larus glaucescens, як вважають, живуть близько 15 років.
Це великі птахи, близькі за розмірами до сріблястого мартина. Вони сягають 50-68 см в довжину і з розмахом крил 120—150 см, з масою тіла 730-1,690 г. Він має білу голову, шию, груди і живіт, білий хвіст, і перлинно-сірі крила і задню частину тіла. Молоді птахи коричневі або сірі з чорним дзьобом. Оперення дорослого птаха набувають на четвертому році життя.

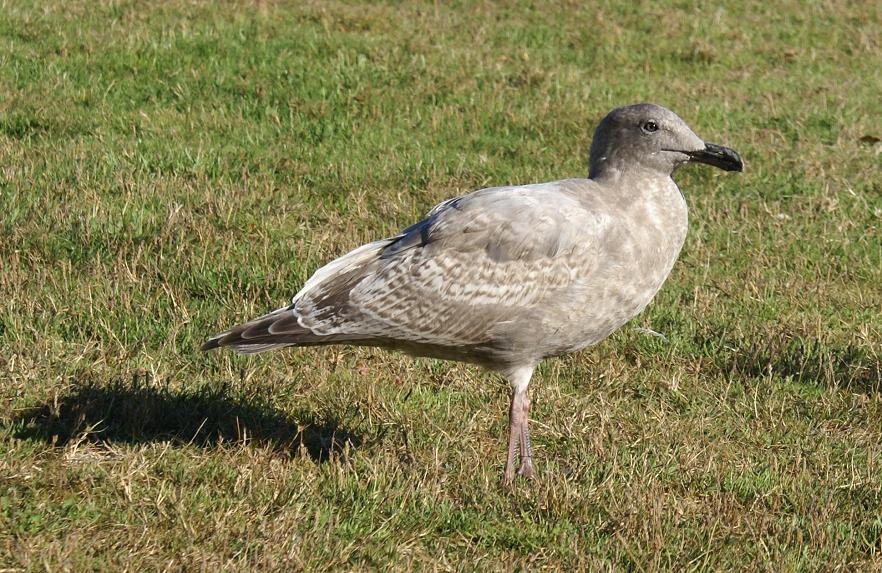
Larus glaucescens, молодий

Larus glaucescens гніздяться в літній період, і кожна пара виховує двох — трьох пташенят, які стають опереними на шостий тиждень.
Живляться вздовж узбережжя мертвими або хворими тваринами, рибою, мідіями і недоїдками. Його крик низький «як-як-як» або «вау».